# Verzweigung Bellinzona-Nord
De Verzweigung Bellinzona-Nord is een knooppunt in Zwitserland. Op dit knooppunt bij de stad Bellinzona sluit de A13 aan op de A2.

## Configuratie
Het knooppunt is een mixvormknooppunt.